# Arabský plynovod

Mapa Arabského plynovodu

Arabský plynovod (arabsky خط الغاز العربي‎) je plynovod zemního plynu na Středním východě, kterým je vyvážen egyptský plyn do Jordánska, Sýrie,
Libanonu a Izraele. Celková délka potrubí je 1200 kilometrů.

## Popis

### Úsek Al-Ariš - Akaba
První úsek začíná v Egyptě v Al-Ariši a vede do Akaby v Jordánsku. Skládá se ze tří dílů. Ten první má délku 250 kilometrů, je pozemní a vede z Al-Ariše do Taby na břehu Rudého moře. Je do něj zahrnována i tlakové a měřící stanoviště v Tabě. Druhý díl je patnáct kilometrů dlouhý podmořský plynovod z Taby do Akaby. Třetí díl, opět zahrnující měřící stanoviště, je kilometr dlouhý pozemní plynovod do Akabské elektrárny.
Úsek z Al-Ariše do Akaby byl dokončen v červenci 2003. Průměr roury má 91 centimetrů a může jím proudit 10,3 miliardy krychlových metrů plynu za rok.

### Úsek Akaba - El Rehab
Druhý úsek prodlužuje plynovod v rámci Jordánska z Akaby přes Ammán do El Rehabu vzdáleného 24 kilometrů od syrských hranic. Tento úsek je pozemní, jeho délka je 390 kilometrů a byl dokončen v roce 2005.

### Úsek El Rehab - Hims
Třetí úsek má délku 319 kilometrů a vede z Jordánska do Sýrie. Vede přes Damašek a končí v Himsu. Byl dokončen v roce 2008 a kromě Syrské ropné společnosti se na jeho stavbě podílel také Strojtransgaz patřící ke Gazpromu

### Úsek Hims - Tripolis
Tento úsek vede nejprve z Himsu do Baniasu a poté do Tripolisu. Běžný provoz zde funguje od 19. října 2009. Existují plány na výstavbu odbočky z Baniasu na Kypr
.

### Al-Ariš - Aškelon
Kromě hlavní větve vede z Al-Ariše stokilometrová větev do izraelského Aškelonu, která není oficiální součástí projektu Arabského plynovodu.

## Budoucí rozšíření
V březnu 2006 došlo k společné dohodě Egypta, Sýrie, Jordánska, Turecka, Libanonu a Rumunska o prodloužení plynovodu ze Sýrie až na hranici s tureckém. Odtud má vést přípojka, která umožní vést egyptský plyn do plynovodu Nabucco. Turecko a Sýrie 4. ledna 2008 podepsaly dohodu o postavení třiašedesátikilometrové spojky mezi Aleppem a Kilis. V témže roce 14. října 2008 sice už bylo dohodnuto s Strojtransgazem, že tento plynovod postaví, ale na začátku 2009 byla dohoda zrušena projekt se vrátil do fáze výběru dodavatele. Dokončení je předpokládáno v roce 2011.

## Výbuch v roce 2011
V roce 2011 došlo 5. února v době egyptských demonstrací k výbuchu blízko Al-Aríše, která způsobila přerušení dodávek. Podle státní televize se jednalo o útok, společnost provozují ropovod ovšem prohlásila, že se nejednalo o útok, ale o nehodu.